# Royal Enfield Continental GT
Die Continental GT war ein Motorrad des mittlerweile indischen Motorradproduzenten Royal Enfield, der aus einem britischen Hersteller von Gewehren, Motorrädern und Automobilen hervorging.

## Das Modell von 1966
Um auf dem hart umkämpften Motorradmarkt bestehen zu können, entwickelte man bei Royal Enfield in den 60er Jahren neue Ansätze. Die jungen Auszubildenden bei Royal Enfield wurden Mitte der 1960er Jahre aufgefordert, ein Bike nach eigenen Vorstellungen zu entwerfen, um genau den Geschmack der jungen Käufer zu treffen:
Die so entstandene „Continental GT“ mit 250 cm³ und starken 20 PS wird im damals neuen Stil eines Cafe Racers im Werk in der Hewell Road im Redditch gebaut und begeisterte die Jugend. Das Modell prägte auch die Subkultur der Rockers in England stark mit. Der Name der Maschine leitet sich aus einer „Marketingmaßnahme“ ab.
Die Zuverlässigkeit der Maschine wurde werbewirksam auf der klassischen sog. „Iron Butt Route“ von John o’ Groats im Norden Schottlands nach Land’s End in Cornwall demonstriert. Die damals 925 Meilen lange Strecke wurde in weniger als 24 Stunden und ohne einen Ausfall der Maschine befahren.

## Das Modell von 2012
Die „Continental GT“ war bei ihrer Neuvorstellung im Jahr 2012 die sportlichste Maschine der Firma Royal Enfield und erinnert an die Café Racer der 60er Jahre, so auch an das Enfield-Modell von 1966. Sie war aber mit einem 535-cm³-Einzylindermotor ausgestattet, der fast 21 kW (30 PS) bei 5100/min leistete. Auch mit diesem Modell wurde die „Iron Butt Route“ von John o’ Groats bis Land’s End befahren und wieder bewies die Konstruktion ihre Zuverlässigkeit.
Der Motor der Continental GT war ein Blockmotor – Kurbelwelle und Getriebe in einem Gehäuse vereint – und hat Saugrohreinspritzung; rechts auf der Kurbelwelle saß die Lichtmaschine, links der Primärantrieb. Die Emissionsgrenzen EURO 3 und 4 konnten eingehalten werden. Er hatte einen Hub von 90 mm und eine Bohrung von 87 mm und erreichte ein maximales Drehmoment von 44,0 Nm bei einer Drehzahl von 4000/min.

## Das Modell von 2018
Seit 2018 gibt es den Nachfolger mit Zweizylindermotor aus der Baureihe Royal Enfield 650.